# Відангос
Відангос, Біданкосе (ісп. Vidángoz, баск. Bidankoze) — муніципалітет в Іспанії, у складі автономної спільноти Наварра. Населення — 107 осіб (2009).
Муніципалітет розташований на відстані близько 350 км на північний схід від Мадрида, 55 км на схід від Памплони.

## Демографія
Динаміка населення (INE ):

## Галерея зображень

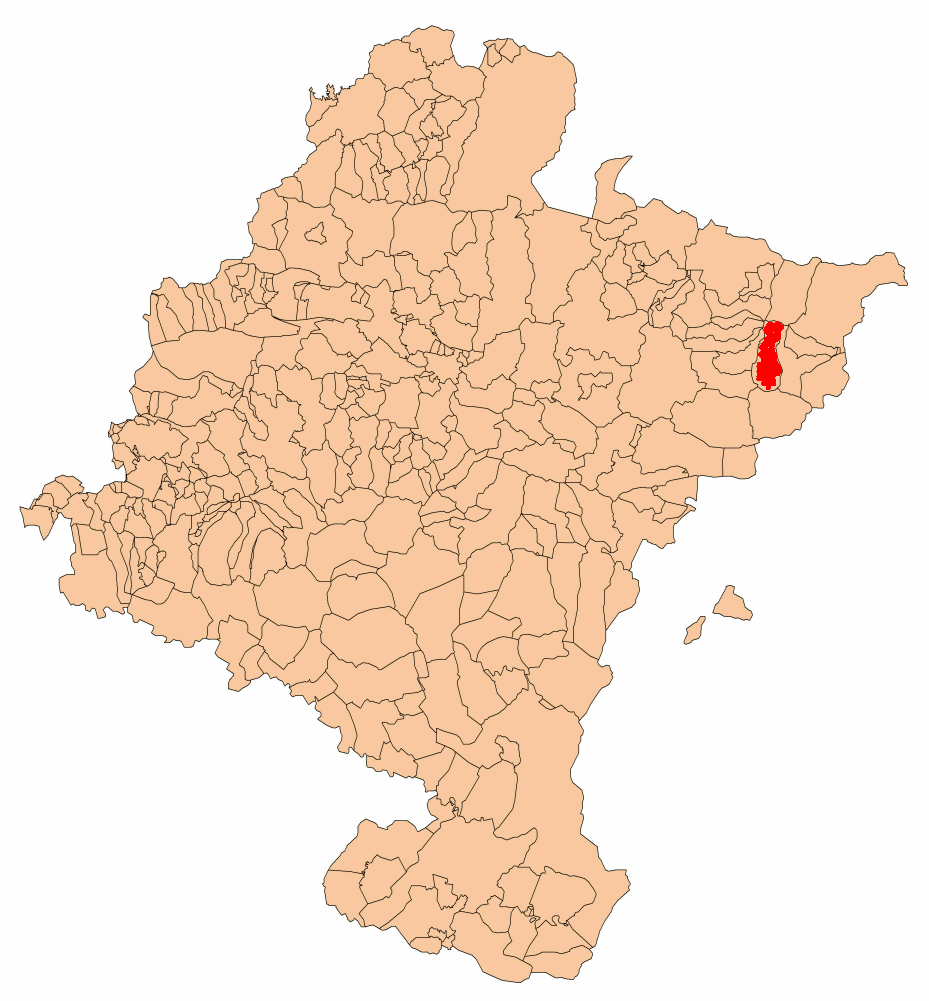
Розташування муніципалітету